# Hesiod (cráter)
Hesiod es un cráter de impacto de 101 km de diámetro del planeta Mercurio. Debe su nombre al poeta de la Antigua Grecia Hesíodo (c. 800 a. C.), y su nombre fue aprobado por la  Unión Astronómica Internacional en 1976.